# Байрамова, Одина
Одина Байрамова (быв. Алиева) (азерб. Odina Bayramova (Əliyeva); род. 22 мая 1990, Навои, Бухарская область) — азербайджанская волейболистка. Игрок сборной Азербайджана и клуба «Азеррейл». Выступает на позиции диагональной нападающей.

## Карьера
Является выпускницей Азербайджанской государственной академии физической культуры и спорта.
В марте 2014 года перенесла операцию на плече, которая была сделана в одной из клиник Стамбула.
В начале 2014 года «Азерйол» продлил контракт с волейболисткой ещё на один год.
29 апреля 2014 года Одина Алиева вышла замуж за игрока турецкого волейбольного клуба «Паландокен» а также национальной сборной Азербайджана Вугара Байрамова, сменив девичью фамилию на Байрамову.
В сезоне 2016/2017 выступала за Иль Бизонте Фиренце игравший в Серии А1 (Италия).
10 октября 2017 года подписала контракт с «Серамиксан». В сезоне 2017/2018 выступала за «Серамиксан», занявший в чемпионате Турции 10 место.
В марте 2018 года приняла участие в Кубке «Новруз», прощедщем в Баку.
14 июня 2018 года подписала контракт с «Кьери’76» сроком на 1 год. В сезоне 2018/2019 выступала за «Кьери’76», игравший также в Серии А1 (Италия).
В сезоне 2022/2023 выступала за «Шэньчжэнь Чжунсай» (Шэньчжэнь, Китай). В январе 2023 года с командой завоевала бронзовые медали чемпионата Китая, обыграв в матчах за третье место «Фуцзян».
После этого продолжила сезон 2022/2023 за «Джакарта Электрик» (Индонезия). Клуб занял 6 место в чемпионате, не сумев пройти в плей-офф.

## Сборная Азербайджана
С 2011 года защищала цвета юниорской сборной Азербайджана. Была вновь включена в состав основной сборной страны в августе 2014 года. 
В составе сборной Азербайджана принимала участие на чемпионате мира 2014 года, проходившим в Италии.
Являлась капитаном сборной.
На чемпионате Европы 2017, в полуфинале уступив Голландии, со сборной заняла 4 место.
В мае 2017 года на IV Играх исламской солидарности завоевала золотые медали, в финале обыграв Турцию.
В Золотой лиге 2018 вошла в десятку лучших принимающих игроков.
На чемпионате мира 2018 с командой дошла до второго группового этапа.
В августе 2022 года на V Играх исламской солидарности в составе сборной завоевала бронзовые медали.

## Турниры
| №    | Турнир                                                                   |
| ---- | ------------------------------------------------------------------------ |
| 2011 | Чемпионат Европы по волейболу среди женщин 2011                          |
| 2012 | Летние Олимпийские игры, Европейская квалификация                        |
| 2013 | Чемпионат Европы по волейболу среди женщин 2013                          |
| 2014 | Чемпионат мира по волейболу среди женщин 2014 — Европейская квалификация |
| 2014 | Женская волейбольная Евролига 2014                                       |
| 2015 | Чемпионат Европы по волейболу среди женщин 2015                          |

## Достижения
- 2011/2012 — серебряный призёр Кубка Челлендж ЕКВ в составе ЖВК «Бакы» (Баку)
- 2013/2014 — серебряный призёр женской волейбольной Суперлиги Азербайджана в составе ЖВК «Азерйол».
- Игры исламской солидарности 2017 — [17]
- Игры исламской солидарности 2021 — [23]
- Чемпионат Китая 2022/2023 — [11][12]